# Toni Holgersson

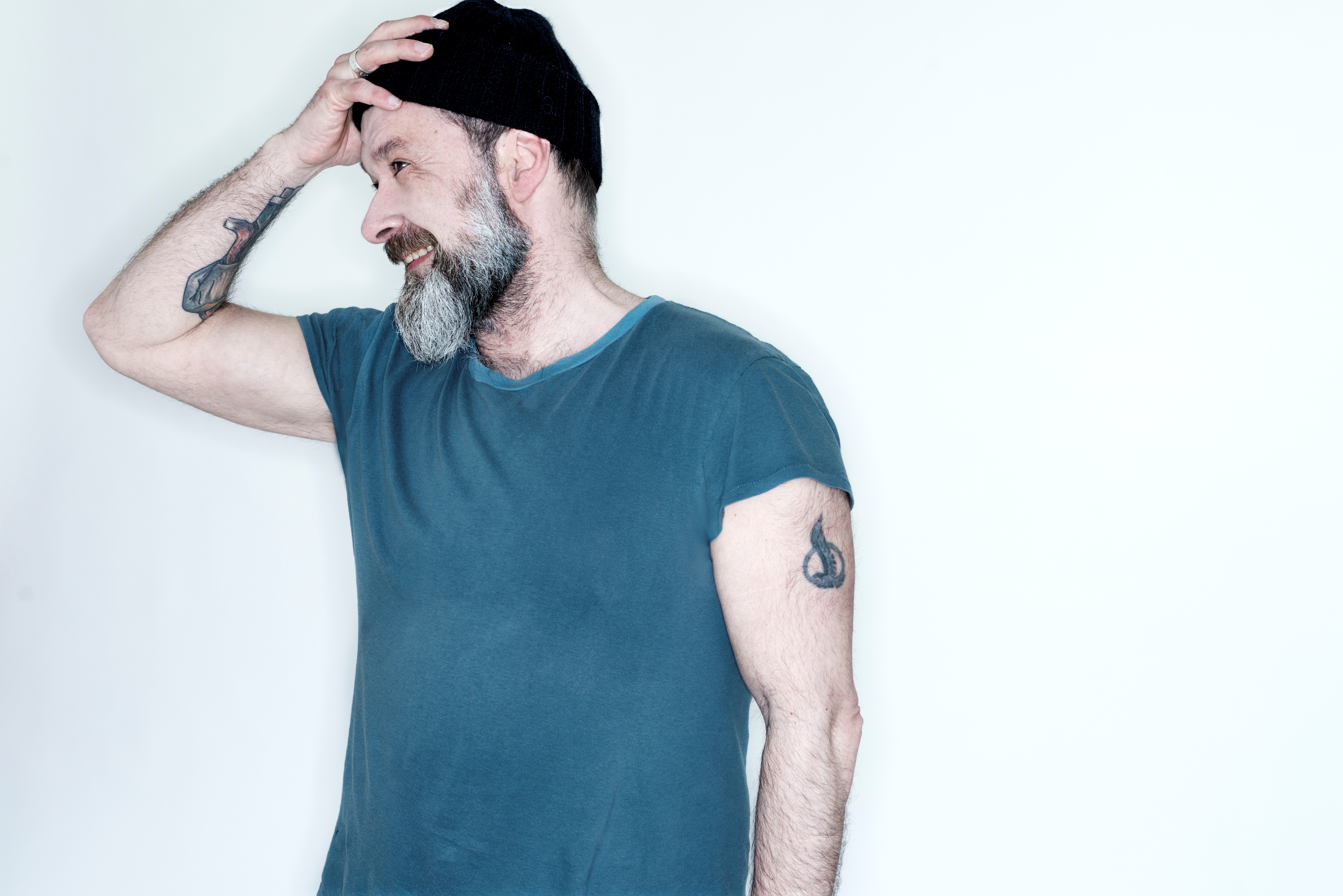
Toni Holgersson 2016.

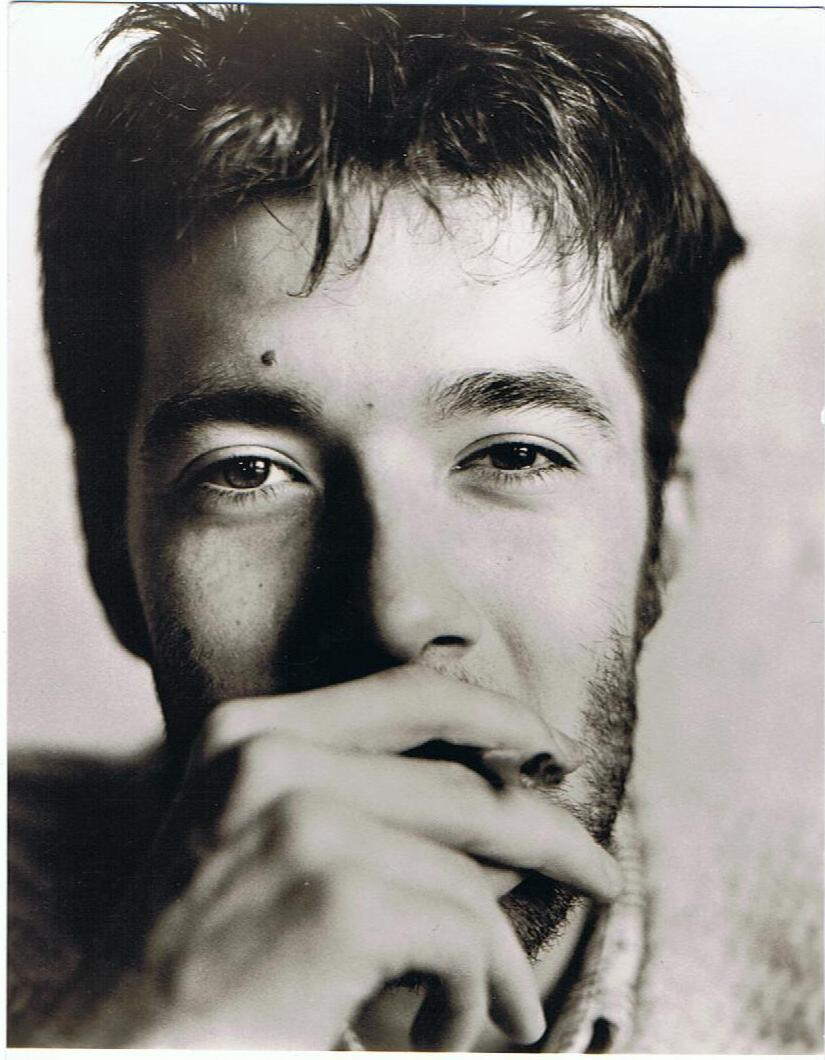
Pressbild 1989.

Toni Lennart Holgersson, född 29 januari 1966 i Stockholm, är en svensk sångare och låtskrivare.

## Verksamhet
Toni Holgersson släppte sin första fullängds-CD Toni Holgersson på MNW 1989 och blev Grammisnominerad som bästa nykomling, följt av Louise & Kärleken (1990), som blev Grammisnominerad som bästa folk/visa, och Zigenaren i Månen (1991). Sedan påbörjades ett samarbete med Kjell Andersson på EMI, där gjordes Blå Andetag (1993), Lyckliga Slut (1994). Samma år turnerade han med Lisa Ekdahl, Björn Afzelius och Mikael Wiehe med Visor och rosor runt Sverige. Sedan följde tio års frånvaro från musik och scener på grund av missbruk och hemlöshet.
2005 kom det ett livstecken i form av "Tecken på liv" (MNW). 2007 släpptes skivan Psalmer (Monitor), ett samarbete med Lasse Englund och Irma Schultz. Toni Holgersson medverkar även på samlingsskivor som Taube, Sånger om barn, Dubbel Trubbel (EMI), Stolta stad, Retur Waxholm (MNW) och Med ögon känsliga för grönt (Transmedia).
Den 19 maj 2010 släpptes Toni Holgerssons åttonde album Ibland kallar jag det kärlek som också blev Grammisnominerad som bästa folk/visa. Skivan är producerad av sonen Dante Kinnunen. Medverkande musiker är Ludwig Dahlberg (trummor), Andreas Söderström (gitarr), Johan Berthling (bas), Martin Hederos (klaviatur), Anna Maria Espinosa (sång) och Markus Krunegård (sång).
I juni 2012 släpptes singeln "Blå Moln (Över Stockholm)" från albumet Sentimentalsjukhuset som släpptes hösten 2012. Albumet blev Grammisnominerat i kategorin Bästa folk/visa, samt vann Manifestpriset i samma kategori. 
2016 spelades sista delen i Toni Holgersson och hans son Dante Kinnunens trilogi Nordic Noir in, som släpptes hösten 2016. Första singeln "Gul tamburin" släpptes 20 maj 2016. På Nordic Noir har Dante och Toni arbetat med låtskrivarens Charlie Engstrand Sommars texter. Den fick ett gott mottagande från kritikerkåren.  Nöjesguiden gav den 6/6 och skrev bland annat:
"Det kommer inte ut någon närmare eller mer angelägen skiva i Sverige i år. Förmodligen inte heller nästa år, eller året därpå."
Nordic Noir blev Gaffanominerad för Årets Album Årets Artist Manlig. Den fick 5/5 i kulturbloggen och 8/10 i Sonic. I samband med en omfattande turné med början under hösten 2016 gjordes 200 exemplar av Trilogin-boxen som såldes efter konserter under turnén. Den innehåll de tre skivor Toni Holgersson gjort sedan 2010 med sin son Dante Kinnunen som producent. Turnén pågick till hösten 2017. 
Den 3 april 2020 släpptes demoversionen av "Så mycket vi vill kärlek ska va". Den hade lagts ut precis efter nyår som video gjord av Holgersson med bilder från fotoalbum och moln, med bilder på människor i hans liv. Många skrev och ville ha möjlighet att kunna streama låten och så fick det bli, EllaRuthInstitutet släppte den på digitala plattformar. Den 24/4 skulle Toni Holgersson spela på Södra Teaterns stora scen och därmed kunna bekosta och ge ut kommande skiva själv. Restriktioner på grund av coronaviruspandemin gjorde att konserten blev framskjuten till 6/9 2020. Arbetet med skivan är dock tänkt att påbörjas ändå.

## Diskografi

### Album
- 1989 - Toni Holgersson
- 1990 - Louise och kärleken
- 1991 - Zigenaren i månen
- 1992 - Blå andetag
- 1994 - Lyckliga slut
- 2005 - Tecken på liv
- 2006 - 90-94 Eftersänt (Samlingsskiva)
- 2007 - Psalmer
- 2010 - Ibland kallar jag det kärlek
- 2012 - Sentimentalsjukhuset
- 2016 - Nordic Noir

### Singlar
- 1989 - Kom Till Mig
- 1991 - När du ser på mig
- 1992 - Driven av en vind
- 1992 - Bilder från Washington Sq.
- 1993 - Du med dina ögon
- 1993 - Vad gör du nu?
- 1994 - Nån att hålla om
- 1994 - Vykort
- 1994 - Nån att hålla om (Remix)
- 2005 - Silverskugga
- 2005 - Den jag en gång var
- 2012 - Blå Moln (Över Stockholm)
- 2013 - Familjelycka
- 2016 - Gul tamburin
- 2020 - ` Så mycket vi vill kärlek ska va
- 2023 - Planterad i jord